# Carol of the Bells
A Carol of the Bells amerikai karácsonyi dal, melynek eredetije egy ukrán népdal, a „Scsedrik”.

## AScsedrik
A Scsedriket, amely kántálás, bőséget hozó népének, Ukrajnában eredetileg a Julián-naptár szerinti újév, január 13. előestéjén énekelték jókívánságként.
| Az ukrán Scsedrik szövege | Magyar fordítás |
| --- | --- |
| Щедрик щедрик, щедрiвочка, прилeтiла ластiвочка, стала собi щебетати, господаря викликати: "Вийди, вийди, господарю, подивися на кошару, там овечки покотились, а ягнички народились. В тебе товар весь хороший, будеш мати мiрку грошей, В тебе товар весь хороший, будеш мати мiрку грошей, хоч не грошей, то полова: в тебе жiнка чорноброва." Щедрик щедрик, щедрiвочка, прилeтiла ластiвочка. | Ének, ének, énekecske, Megérkezett a kis fecske, és elkezdett énekelni, a gazdát hívogatni: "Gyere ki, gyere ki, gazda, nézd meg a nyájadat, anyajuhaid megellettek, kis báránykáid születtek, jó az árud, lesz egy véka pénzed, jó az árud, lesz egy véka pénzed, ha nem lesz pénzed, lesz pelyvád: fekete szemöldökű feleséged." Ének, ének, énekecske, Megérkezett a kis fecske. |

## Az amerikai karácsonyi dal
A népdalt 1916-ban Mikola Dmitrovics Leontovics zeneszerző dolgozta fel, és a kijevi egyetem diákjai adták elő. Innen került az Ukrán Nemzeti Énekkar repertoárjába, akik egy 1000 előadásból álló körútra indultak Európába és Amerikába. A Scsedriket az Amerikai Egyesült Államokban először a Carnegie Hallban adták elő 1921. október 5-én. A gyorsan népszerűvé váló dallamra 1936-ban az NBC Radio munkatársa, Peter Wilhousky írt angol szöveget, amely teljesen független az eredeti ukrán népdal szövegétől. A dal gyors üteme és a moll hangnemű dallam a csengők hangjára emlékeztette Wilhouskyt, így született a karácsonyi szöveg.

### Az angol szöveg
Hark how the bells,
sweet silver bells,
all seem to say,
throw cares away
Christmas is here,
bringing good cheer,
to young and old,
meek and the bold,
Ding dong ding dong
that is their song
with joyful ring
all caroling
One seems to hear
words of good cheer
from everywhere
filling the air
Oh how they pound,
raising the sound,
o'er hill and dale,
telling their tale,
Gaily they ring
while people sing
songs of good cheer,
Christmas is here,
Merry, merry, merry, merry Christmas,
Merry, merry, merry, merry Christmas,
On on they send,
on without end,
their joyful tone
to every home
Ding dong ding ding… dong!

## Érdekességek
- A Carol of the Bells több filmben is felhangzik, a legismertebbek a Télapu és a Reszkessetek, betörők!.
- A South Park sorozat  Kula bá ünnepi klasszikusai című epizódjában Mr. Mackey a dal a capella változatát adja elő, igen erősen átírva a szöveget.
- Az egyik legnépszerűbb feldolgozását a Trans-Siberian Orchestra és a Savatage készítette „(Christmas Eve (Sarajevo 12/24))”, amely az 1995-ben megjelent Dead Winter Dead albumukon hallható.